# 聖地亞哥 (密蘇里州)
聖地亞哥（英語：Santiago）是位於美國密蘇里州本頓縣的非建制地區。

## 歷史
聖地亞哥的郵局於1899年設立，其後於1904年停運。

## 地理
聖地亞哥所處的海拔為高於海平面257米（即843英呎），而該地所採用的時區為UTC-6，即北美中部時區（CST）。同時該地設有夏令時間，為UTC-6調快一小時，即UTC-5（CDT）。